# ويليام باسمور
ويليام باسمور (بالإنجليزية: William Passmore)‏ (22 يونيو 1915 – 13 أكتوبر 1986) هو ملاكم جنوب أفريقي راحل، مثّل بلاده في الألعاب الأولمبية الصيفية 1936.

## روابط خارجية
ويليام باسمور على موقع اللجنة الأولمبية الدولية (الإنجليزية)
- ويليام باسمور على موقع أوليمبيديا (الإنجليزية)